# Bussi sul Tirino
Bussi sul Tirino ist eine  italienische Gemeinde (comune) mit 2265 Einwohnern (Stand 31. Dezember 2023) in der Provinz Pescara, Region Abruzzen.

## Geografie
Zu den Ortsteilen (Fraktionen) zählen Bussi Officine und Cirichiello.
Die Nachbargemeinden sind: Capestrano, Castiglione a Casauria, Collepietro, Corvara, Navelli, Pescosansonesco, Popoli und Tocco da Casauria.

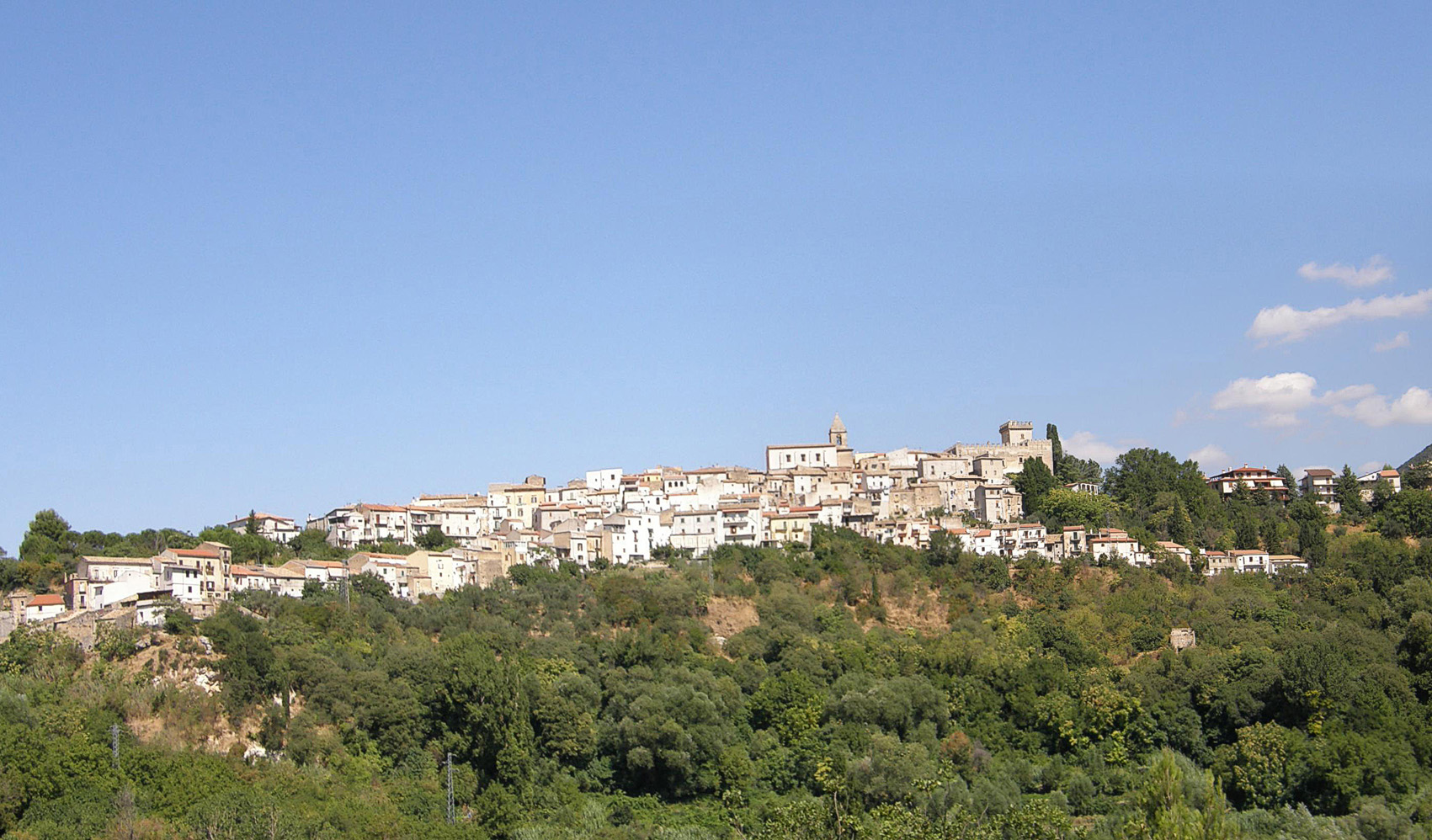
Bussi sul Tirino Panorama

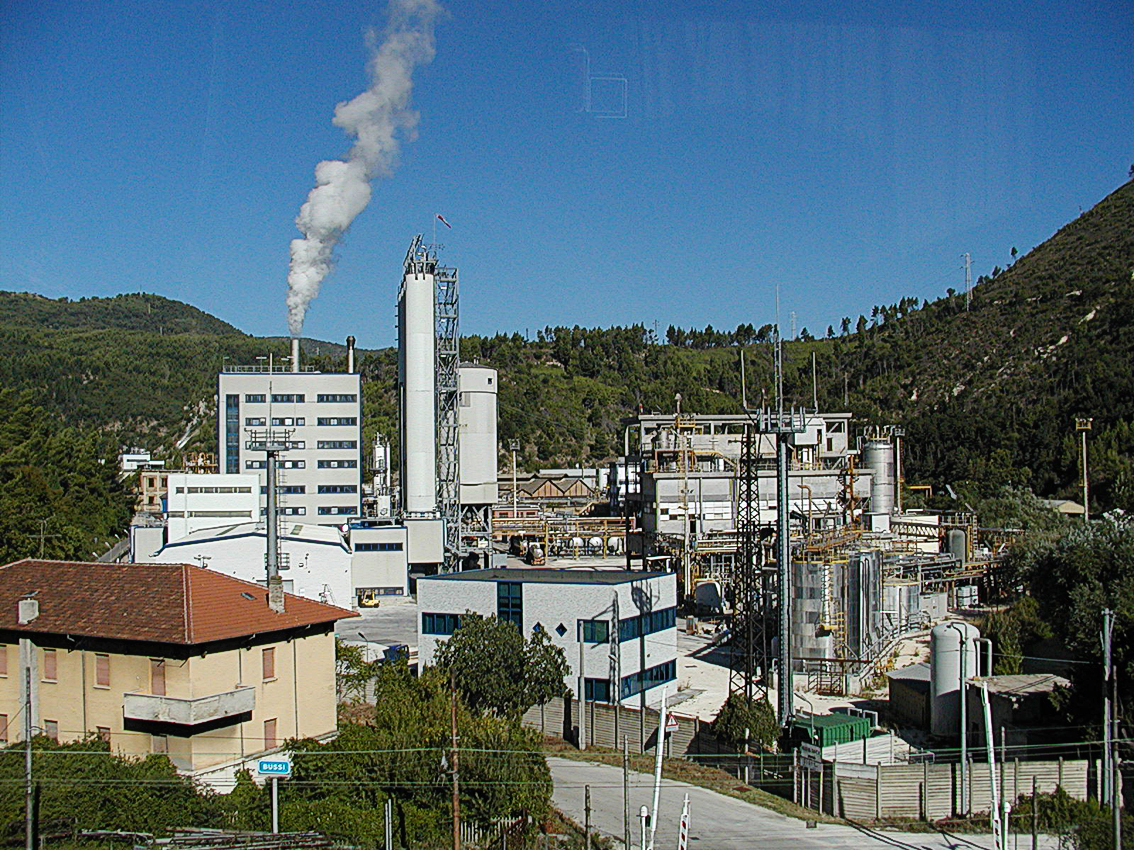
Die chemischen Werke im Ortsteil Bussi Officine

## Geschichte
Die erste urkundliche Erwähnung des Dorfes stammt aus dem 11. Jahrhundert. Der Name des Dorfes leitet sich aus dem Namen der Buchsbaum-Pflanze (Buxum in Latein) ab. Ursprünglich gehörte die Gemeinde zur Provinz L’Aquila, sie wurde im Jahr 1927 neue Gemeinde der Provinz Pescara. Seit 1700 gibt es in der Gemeinde mehrere Töpfereien, die sich auf die Kunst der Keramik konzentrieren. Das Vorhandensein von Lehm entlang des Flusses Tirino erlaubt die Schaffung von zahlreichen Kunstwerken.
2011 wurde in Bussi sul Tirino die größte illegale Giftmülldeponie Europas entdeckt.

## Weinbau
In der Gemeinde werden Reben der Sorte Montepulciano für den DOC-Wein Montepulciano d’Abruzzo angebaut.